# 大總持寺
大總持寺（だいそうじじ）は、現在の中華人民共和国陝西省の古都・西安市南西郊外に、隋唐代に存在した仏教寺院である。常用漢字での表記は大総持寺。
その故地は唐朝の都、長安城においては、右街の第5街第13坊である永陽坊に相当し、長安城の西南隅に当たる。よって、西面と南面とは城壁に沿っており、北は和平坊、東は昭行坊に対していた。西域から将来された仏牙で知られた。

## 概要
605年（大業元年）に、隋の煬帝が父・文帝と母・独孤皇后の追福のために建立した西禅定寺がその始まりである。また、隣接する大荘厳寺は、文帝が妻の独孤皇后の追善のため仁寿3年（603年）に建立した寺であり、当初は禅定寺と呼ばれたが、西禅定寺が建立されて以後は東禅定寺と呼ばれた。また、両寺には七重の木塔が造立された。
西禅定寺の塔は、宇文愷の要請によって造立されたもので、高さが330尺あったという。その寺内には、300名余りの公度僧が住し、道嶽という少壮の僧が住持したという（『続高僧伝』巻13）。その他、保恭や神廻らの学僧らが住し、『大智度論』『摂大乗論』『成実論』などが講じられた。
唐が建てられると、618年（武徳元年）に高祖が西禅定寺を大總持寺と改名し、翌2年（619年）には東禅定寺を大荘厳寺と改名した。
708年（景龍2年）には、中宗が9月9日に七重木塔に登ったという記録がある。
845年（会昌5年）の、武宗による会昌の廃仏の時には、大慈恩寺・西明寺・大薦福寺と共に、廃寺を免れ、847年（大中元年）の復仏時に、寺名を聖寿寺と改められた。
廃仏後には本寺は荒廃していて、木塔も絶えていたおり、その様を見た宣宗が再建を命じた、という。3月には、寺主に叡川、都維那に玄暢が任ぜられ、三教首座の弁章（のち、慧霊）が統括を命ぜられた。